# Der fliegende Holländer
Der Fliegende Holländer (em português: O holandês errante ou O holandês voador), também conhecida em Portugal e no Brasil como O Navio Fantasma, é uma ópera em três atos de Richard Wagner. Estreou no ano de 1843 no Königliches Hoftheater de Dresden.

## Sinopse
Ambientada em uma aldeia pesqueira da Noruega, conta a história de um navegador holandês que é punido por Deus por blasfemar contra seu nome, perdendo-se de sua pátria para sempre, a menos que surja em sua vida uma mulher que lhe seja plenamente fiel. Ao atracar no porto, o holandês ancora sua nau ao lado da de Daland, outro navegador. O holandês oferece a enorme riqueza em ouro e jóias que carrega em sua nau a Daland em troca da mão de Senta, sua filha. Senta já conhecera previamente a história do "Holandês Voador", mas é cortejada pelo caçador Erik, que se enciuma todas as vezes em que ela faz qualquer referência ao "Holandês Voador", seja observando insistentemente seu retrato, seja cantando a "Balada do Holandês" - esta, uma das árias mais célebres da ópera.
Daland apresenta o holandês a Senta, e ela lhe jura eterna fidelidade, mas Erik ainda tenta persuadir Senta a voltar para ele. A certa altura, o holandês encontra Erik abraçando Senta e julga que esta rompeu com seu voto de fidelidade eterna, e parte novamente para o mar. À medida que a nau do holandês se afasta, Senta olha cada vez mais longe e se atira ao mar, na direção onde está a nau do holandês, tentando unir sua alma à dele.

## Passagens musicais famosas
- Abertura Sinfônica

### Ato I
- Ária do Holandês: "Die Frist ist um…"
- Ária do Timoneiro: "Mit Gewitter und Sturm…"

### Ato II
- Coro das Tecelãs: "Summ und Brumm, o Gutes Rädchen…"
- Ária de Senta: "Johohohe! Traft ihr das Schiff…"
- Terceto de Senta, Daland e o Holandês: "Wie aus der Ferne…"

### Ato III
- Coro dos Marinheiros: "Steuermann, Lass die Wacht…"
- Dueto de Senta e Erik: "Was musst'ich hören…"